# Världssamhälle
Ett världssamhälle betecknar en hypotetisk värld som är mera sammanknuten än den världen vi har idag. Världsamhälle innebär vanligen också en enda världsregering. Sådana har förekommit i litteraturen, ofta som utpräglade utopier eller dystopier. Ett känt exempel på det senare är Du sköna nya värld av Aldous Huxley. 
Somliga konspirationsteorier hävdar att världens ledande makter, med FN i spetsen, försöker skapa en världsdiktatur, kallad Den nya världsordningen.
Tendenser kan anas som tyder på att världen långsamt rör sig mot ett världssamhälle. Perioden efter andra världskriget ledde till etablerandet av ett flertal internationella organisationer: Internationella valutafonden, Världsbanken och utvecklingsorgan inriktade på rationalisering och utveckling av jordens resurser och materiella rikedomar. 